# Actio furti
Actio furti – w prawie rzymskim powództwo penalne okradzionego przeciwko złodziejowi (fur). Zasądzenie z powodu kradzieży (furtum) pociągało infamię sprawcy (actio famosa).
Zależnie od okoliczności pojmania sprawcy wyróżniano:
- actio furti manifesti
- actio furti nec manifesti.